# 21236 Moneta
21236 Moneta è un asteroide della fascia principale. Scoperto nel 1995, presenta un'orbita caratterizzata da un semiasse maggiore pari a 2,5399836 au e da un'eccentricità di 0,0928180, inclinata di 4,39759° rispetto all'eclittica.
È dedicato a Ernesto Teodoro Moneta, patriota e vincitore del premio Nobel per la pace nel 1907.